# Velikan iz Cerne Abbasa
Velikan iz Cerne Abbasa je figura na hribu v bližini vasi Cerne Abbas v Dorsetu v Angliji. Oris, narejen na travniku, je napolnjen s kredo in prikazuje velikega golega moškega z erekcijo. Figura je na seznamu spomenikov v Združenem kraljestvu in je v lasti Državnega sklada (National Trust).
Izvor in starost podobe sta nejasna. Pogosto mislijo, da je starodavna gradnja povezana z božanstvom Sasov, vendar o tem ni  dokazov. Drugi strokovnjaki ga poskušajo istovetiti s keltskim, britskim likom rimskega Herkula ali povezavo obeh. Arheološko dokazano je, da je bil del risbe izgubljen, ko so ga enačili s Herkulom. Zaradi pomanjkanja starejših opisov sodobni učenjaki menijo, da verjetno izvira iz 17. stoletja, morda je nastal kot politična satira.
Velikan je ne glede na svojo starost postal pomemben del lokalne kulture in folklore, ki jo pogosto povezujejo s plodnostjo. Je eden najbolj znanih likov na pobočjih Anglije in turistična zanimivost v regiji.
Na vrhu hriba je še en spomenik, železnodoben zemeljski nasip, znan kot Trendle ali 'ponev'. 

## Opis
Velikan je zunaj vasice Cerne Abbas v grofiji Dorset, približno 48 kilometrov zahodno od Bournemoutha in 26 km severno od Weymoutha. Na sliki je upodobljen velik gol moški, približno 55 metrov visok in 51 metrov širok. Izdelan je v beli kredi, obrnjen na zahod hriba, znanega kot Velikanov hrib (Giant Hill) ali Trendle Hill. Obris je vrezan v travnik približno 0,6 m globoko in napolnjen z zdrobljeno kredo. V svoji desni roki ima velikan grčasto palico, ki je dolga 37 metrov, kar sliko poveča za 11 m v višino. Vodoravne črte naj bi bile pas. V Zborniku Zgodovinskega in arheološkega društva Dorset leta 1901 je Henry Colley zapisal, da: "cernski velikan kaže pet značilnosti: (1) je petrografski ... zato ker je vrezan v skalo ... ( 2) je ogromen ... (3) je gol. ... (4) z erekcijo ... (5) velikan je iz krede. V desni roki ima orožje". 
Študija iz leta 1996 je pokazala, da so se nekatere stvari  sčasoma spremenile, da je figura sprva v levi roki imela plašč in je bila glava ločena od trupa.  Nekdanja prisotnost plašča je bila potrjena leta 2008, ko je skupina arheologov z uporabo posebne opreme ugotovila, da je bil del slike zabrisan. Plašč bi lahko upodabljal kožo živali, kar namiguje, da je bil velikan upodobljen kot lovec ali morda kot Heraklej s kožo nemejskega leva.  Po pregledu zgodovinskih upodobitev velikana je bilo ugotovljeno, da je velikanova sedanja velika erekcija v resnici posledica združitve kroga, ki predstavlja njegov popek z manjšim penisom pri ponovnem rezanju. Leta 1993 je Državni sklad  velikanu dodal "nos" po letih erozije, ki ga je odnesla. 
Velikan kaže erekcijo, ki je z modi dolga 11 m. Čeprav je najboljši pogled na velikana iz zraka, večina turističnih vodnikov priporoča pogled s parkirišča ob cesti A352.

## Zgodovina

### Prvi opis
Tako kot številne druge v kredo vklesane figure na angleškem podeželju tudi za velikana iz naselja Cerne Abbas pogosto mislijo, da je bil ustvarjen že davno, a njegove zgodovine ni mogoče izslediti dlje od konca 17. stoletja, izvor v keltskem, rimskem ali celo zgodnjesrednjeveškem obdobju je težko dokazati. Srednjeveški viri se sklicujejo na hrib, na katerem je velikan, kot Trendle Hill, najbrž v povezavi z bližnjo oznako za Trendle. Joseph Bettey je ugotovil, da se noben starejši vir, tudi podrobna geodetska izmera iz leta 1617, ne nanaša na velikana, kar kaže, da ga morda v tistem času še ni bilo.  V nasprotju s tem pa je bilo za uffingtonskega Belega konja dokazano, da je star 3000 let. 
Najstarejši znani pisni vir o velikanu je nastal 4. novembra 1694, in sicer v zapisih cerkvenega starešine iz cerkve svete Marije v Cerne Abbasu, ki se glasi: "za popravilo velikana 3 šilinge". Leta 1734 se je bristolski škof zanimal o velikanu, ko je obiskal Cerne Abbas. O škofovem zapisu, pa tudi poznejši ugotovitvi Williama Stukeleyja, so razpravljali na sejah Društva zgodovinarjev v Londonu leta 1764. Poleg tega je velikana leta 1738 v pismu omenila zgodovinarka Francis Wise. 
V začetku leta 1763 so se opisi velikana pojavili v sodobnih revijah. Najstarejša znana raziskava je bila objavljena v Royal Magazine septembra 1763, oktobra 1763 v St. James Chronicle, julija 1764 v The Gentlemanu in izdaji The Annual Register 1764. Revija The Gentleman vsebuje najstarejšo znano risbo figure. Leta 1774 je zgodovinar John Hutchins pregledal različne prejšnje zapise v svoji knjigi History and Antiquities of the County of Dorset (Zgodovina in starine iz okrožja Dorset). V njej je zapisal, da je figura nastala v prejšnjem stoletju.
Najstarejša znana risba velikana se je pojavila avgusta 1764 v izdaji revije Gentleman's Magazine, vendar pa zapis v državnem arhivu ugotavlja, da se "kartuša nanaša na lorda rek s tem imenom, ki se ni pojavilo do leta 1776. Številke na zemljevidu ustrezajo raziskavi leta 1798."  V viktorijanskem obdobju (po 1837) so penis odstranili z akademskih in turističnih upodobitev.
- Falus
- Obnova 2008

### Razlaga
Obstajajo tri glavne ideje v zvezi z velikanovo starostjo in kaj bi lahko predstavljal :
1. ker ni srednjeveških listinskih dokazov, prva trdi, da je velikan nastal v 17. stoletju, morda je delo lorda Hollsa, ki je prebival v kraju Cerne Abbas in je morda parodija na  Oliverja Cromwella; [52]
2. druga ideja je, da datira v čas Rimljanov v Britaniji, saj spominja na rimskega boga Herkula;
3. tretja ideja je, da je keltskega izvora, saj je slogovno podoben keltskemu bogu na ponvi, najdeni na hribu Hod v Dorsetu in datira v leta 10 do 51 n. št.

### Sodobna zgodovina
Leta 1920 sta takratna posestnika Alexander in George Pitt-Rivers velikana in 4000 kvadratnih metrov zemljišča podarila Državnemu skladu in je zdaj spomeniško zaščiten.  Med drugo svetovno vojno so ga prikrili z grmičevjem, da ne bi bil razpoznavni znak za sovražna letala.
Po podatkih Državnega sklada se trava redno obrezuje, velikana v celoti ponovno obložijo s kredo vsakih 25 let. Ovce z okoliških kmetij se tu pasejo. Leta 2008 je pomanjkanje ovc skupaj z vlago povzročilo rast maha in so ga bili prisiljeni ponovno osvežiti s kredo, za kar so uporabili 17 ton nove krede. [68] Leta 2006 je Državni sklad izvedel prvo raziskavo o divjih živalih in rožah,   Anacamptis morio, zvončica Campanula glomerata in jesenski svišč Gentianella amarella, ki so redke v Angliji. 

### Zemeljski nasip
Severovzhodno od velikanove glave je strmina, imenovana Trendle Hill, na kateri je nekakšen zemeljski nasip, ki se zdaj imenuje Trendle ali ponev, ki je tudi spomeniško zaščiten. Zgodovinar John Hutchins je leta 1872 napisal, da so "ti ostanki zelo zanimivi in precej veliki. Sestavljeni so iz okroglih in drugih zemeljskih nasipov, obrambnih linij, avenije, plitvih izkopov in drugih znakov poselitve". Namen ni znan, čeprav se zdi, da so tu  plesali ob mlaju. Lahko je iz rimskega obdobja ali pa je morda železnodobna pokopna gomila z grobom osebe, ki jo predstavlja velikan.
Zemeljski nasip pripada lordu Digbyju in ne Državnemu skladu. 